# Бисенек, Вольдемар Иванович
Вольдемар Иванович Бисенек (1884 — 1938) — советский политический и хозяйственный деятель.

## Биография
Родился в латышской семье на территории усадьбы Зигель, получил высшее образование. Участвовал в революционном движении, член РСДРП с 1904, перестал являться членом ВКП(б) в 1934. До февраля 1936 работал председателем ревизионной комиссии акционерного общества «Лесопродукт», персональный пенсионер. Перед арестом не работал, проживал в Москве, по улице Герцена, дом 54, квартира 4. Арестован 20 марта 1938 (по другим данным 3 декабря 1937) и этапирован в Ленинград. Комиссией НКВД и Прокуратуры СССР 28 августа 1938 приговорён по статье 58-6 УК РСФСР (обвинялся в принадлежности к латвийской разведке) к высшей мере наказания. Расстрелян в Ленинграде 6 сентября того же года. Определением ВКВС СССР от 12 июля 1957 посмертно реабилитирован.

## Семья
- Брат — Г. И. Бисениекс, консул Латвии в Ленинграде в 1933-1934, директор ипотечного банка в Риге, арестован в 1940, расстрелян 17 июля 1941.
- Правнук — В. В. Кара-Мурза, российский оппозиционный политик, тележурналист, режиссёр, публицист.